# Saturday Review

The Saturday Review of Politics, Literature, Science, and Art est une revue hebdomadaire publiée à Londres de 1855 à 1938 et fondée par A. J. B. Beresford Hope.
Le premier rédacteur en chef est John Douglas Cook (1808?-1868), ancien rédacteur en chef du Morning Chronicle dont beaucoup de contributeurs viennent écrire pour la Saturday Review. Cook est un Écossais qui vécut aux Indes. Il possédait une maison à Tintagel en Cornouailles, où il est enterré. Un vitrail de l'église paroissiale rappelle sa mémoire. La Saturday Review avait un point de vue politique plutôt libéral conservateur à la Peelite. Bénéficiant de la récente abrogation du Stamp Act (loi sur la presse) de 1712, la revue tente de combattre  l'influence politique du Times. Le premier numéro paraît le 3 novembre 1855. Frank Harris est rédacteur en chef de 1894 à 1898.
Parmi les contributeurs l'on peut citer Dorothy Richardson, Lady Emilia Dilke, Sarah Morgan Bryan Piatt, Anthony Trollope. H. G. Wells, George Bernard Shaw, Eneas Sweetland Dallas, Max Beerbohm, Walter Bagehot, James Fitzjames Stephen, Charles Kingsley, Max Müller, Guy Thorne, George Birkbeck Hill, Dante Gabriel Rossetti, Oscar Wilde ou le futur Premier ministre Lord Salisbury.

## Germania est delenda
Dès les années 1890, le magazine se met à publier des articles qui nourrissent un fort sentiment anti-allemand, résumé dans la formule Germania est delenda, qui reprend la fameuse injonction de Caton : Carthago delenda est (Ceterum censeo Carthaginem esse delendam).

## Dernières années
Gerald Barry devient rédacteur en chef en 1924. Il démissionne en 1930, ayant refusé l'ordre du comité de direction de soutenir le United Empire Party; son dernier numéro avait condamné le nouveau parti, alors que le numéro d'après soutient totalement le parti.  Barry et une grande partie de l'équipe fondent le journal rival Week-End Review, qui plus tard fusionne avec le New Statesman.
La Saturday Review décline dans les années 1930, la revue est rachetée par l'excentrique Lady Houston en 1933 dans l'intention de s'en servir pour promouvoir ses vues nationalistes à propos de la Grande-Bretagne et de l'Empire britannique. Lady Houston était une propriétaire de terrain qui a rapidement repris la rédaction elle-même, malgré le fait qu'elle avait soixante-dix ans. Elle dirigeait le journal de sa maison à Hampstead ou de son yacht, le Liberty, et critiquait  les politiciens qu'elle croyait responsables de la faiblesse du pays ; principalement MacDonald, Baldwin et Eden. Elle était fortement opposée à l'Union soviétique, étant d'avis que l'influence bolchévique était responsable de bien des maux dans le pays et dans l'Empire. Lorsque Lady Houston mourut en décembre 1936, la revue continua d'être publiée pendant quelques mois par un groupe d'anciens collaborateurs de Lady Houston, mais le journal cessa définitivement de paraître en 1938.